# Гайчун Софія Савівна
Софія Савівна Гайчун (нар. 9 лютого 1929, село Холонів, тепер Горохівського району Волинської області) — українська радянська діячка, новаторка сільськогосподарського виробництва, ланкова колгоспу «17 вересня» Горохівського району Волинської області. Депутатка Верховної Ради УРСР 5—6-го скликань.

## Біографія
Народилася в бідній багатодітній селянській родині. Закінчила сільську школу.
Трудову діяльність розпочала пташницею, завідувачкою птахівницької ферми колгоспу «17 вересня» села Холонів Горохівського району Волинської області.
З 1954 року — ланкова колгоспу «17 вересня» села Холонів Горохівського району Волинської області. Вирощувала високі врожаї цукрових буряків, картоплі та кукурудзи. Збирала понад 600 центнерів цукрових буряків із кожного гектара.
Член КПРС.
Потім — на пенсії у селі Холонів Горохівського району Волинської області.

## Нагороди
- орден Леніна (26.02.1958)
- золота і дві бронзові медалі ВДНГ СРСР
- медалі
- Почесна грамота Президії Верховної Ради Української РСР